# Madunnella
Madunnella è un film del 1947, diretto da Ernesto Grassi.

## Trama
Michele è un ragioniere napoletano. Per poter dare una dote alla figlia Maria ('a Madunnella), in procinto di sposare il fidanzato Mario, accetta di mettersi in società con un noto contrabbandiere e guadagna così una grossa somma. Il contrabbandiere però è interessato a Maria, e inizia quindi a vessare e ricattare Michele. Maria, che non vuole cedere alle lusinghe del contrabbandiere, riesce a recuperare il denaro da restituire al malvivente: ciononostante, i due uomini si scontrano e Michele, nel tentativo di difendersi, uccide il rivale. A questo punto Maria si accusa dell'omicidio, ma il vecchio padre viene condannato ugualmente.

## Produzione
Prodotto nel 1947 e rientrante nel filone dei melodrammi sentimentali popolarmente soprannominato strappalacrime (ed in seguito ribattezzato dalla critica con il termine neorealismo d'appendice), molto in voga tra il pubblico italiano negli anni del secondo dopoguerra (1945-1955).

## Distribuzione
Il film venne distribuito nel circuito cinematografico italiano il 1º marzo del 1948.